# Liste der Filme nach Edgar Allan Poes „Der Untergang des Hauses Usher“
Die Liste der Filme nach Edgar Allan Poes Der Untergang des Hauses Usher beinhaltet alle Spiel- und Animationsfilme sowie Serien, deren Drehbuch – im weitesten Sinn des Wortes – nach Motiven aus der Kurzgeschichte Der Untergang des Hauses Usher des US-amerikanischen Schriftstellers Edgar Allan Poe entstand.

## Literarische Vorlage
Der Untergang des Hauses Usher, 1839 veröffentlicht, zählt neben Das verräterische Herz oder Das Fass Amontillado zu den bedeutendsten Erzählungen Poes und gilt neben seinem Gedicht Der Rabe als dessen berühmtestes Prosawerk. Es wurde in zahlreiche Sprachen übersetzt, 1861 zum ersten Mal ins Deutsche. In Poes Erzählung berichtet ein namenloser Ich-Erzähler von seinem Besuch bei dessen Jugendfreund Roderick Usher und dessen Zwillingsschwester Madeline in deren Herrenhaus, das nach der Familie „Haus Usher“ genannt wird. Der Untergang des Hauses Usher gilt als Inbegriff des spezifischen Poeschen Horrors.

## Filmhistorische Einordnung
Der erste Film, der inhaltlich eine Erzählung Poes zur Grundlage hatte, war der 1908 in den USA gedrehte Schwarzweiß-Stummfilm Sherlock Holmes in the Great Murder Mystery, der, obwohl er als Protagonisten den von dem britischen Schriftsteller Arthur Conan Doyle erst ca. 45 Jahre nach Poes Tod ersonnenen Privatdetektiv Sherlock Holmes hat, tatsächlich aber auf Poes Kriminalgeschichte Der Doppelmord in der Rue Morgue beruht. Der erste deutsche Film mit Poe-Inhalten entstand 1913 unter der Regie von Hanns Heinz Ewers. Ewers vermischte dabei in seinem Film Der Student von Prag Elemente aus Poes Erzählung William Wilson mit Elementen aus E. T. A. Hoffmanns Der Sandmann. Ewers war es auch, der um 1905 die erste deutschsprachige Biografie Poe herausgebracht hatte.
Der erste nachweisbare Film, nach Motiven aus Der Untergang des Hauses Usher wurde 1928 in Frankreich gedreht. Es handelt sich um La Chute de la Maison Usher, der unter der Regie des Avantgardisten und Surrealisten Jean Epstein entstand.
| Jahr           | Filmtitel (Original)                               | deutscher Filmtitel            | Land       | Regie                            | Darsteller | Typ                                    | Anmerkung |
| -------------- | -------------------------------------------------- | ------------------------------ | ---------- | -------------------------------- | --- | -------------------------------------- | --- |
| 1928           | La Chute de la Maison Usher                        | Der Untergang des Hauses Usher | FRA        | Jean Epstein, Luis Buñuel        | Jean Debucourt: Roderick Usher; Marguerite Gance: Madeline Usher; Charles Lamy: Gast; u. a.                              | S/W-Stummfilm, 55 Min. 63 Min. 66 Min. | Erste bekannte Verfilmung. Die Handlung ist eine Mischung zwei Erzählungen Poes, Der Untergang des Hauses Usher und Das ovale Porträt. Die französische Avantgarde-Musikgruppe Art Zoyd schuf 2008 eine eigene Filmmusik für die Vertonung des Films. |
| 1928           | The Fall of the House of Usher                     | ---                            | USA        | James Sibley Watson              | Herbert Stern: Roderick Usher; Hildegarde Watson: Madeline Usher; Melville Webber: Reisender; u. a.                      | S/W-Stummfilm, 13 Min. 20 Min.         | Gilt als einer der ersten US-amerikanischen Avantgarde-Filme. |
| 1941/ 1947     | The Fall of the House of Usher                     | ---                            | USA        | ---                              | --- | ---                                    | 1941 zuerst nur als Film mit einer Länge von nur zwei Spulen gedreht, wurde er erst 1947 um vier weitere verlängert. |
| 1942           | The Fall of the House of Usher                     | ---                            | USA        | Curtis Harrington                | Curtis Harrington: Roderick Usher; Curtis Harrington: Madeline Usher                                                     | 8-mm-Underground-Film                  | Curtis Harrington erster Film (zum Zeitpunkt des Drehs knapp 16 Jahre alt), in einer Doppelrolle als (Zwillings)-Bruder Roderick und dessen Schwester Madeline. Der damals 10-jährige Anthony Perkins soll eine Rolle gehabt haben. |
| 1948 1949 1950 | The Fall of the House of Usher                     | ---                            | UK         | Ivan Barnett                     | Kaye Tendeter: Roderick Usher; Gwendoline Watford: Madeline Usher; u. a.                                                 | S/W-Tonfilm, 60 Min. 70 Min.           | Der Film wurde zwar 1948 gedreht, kam aber erst 1950 in die Kinos. |
| 1949           | The Fall of the House of Usher                     | ---                            | USA        | Kingman T. Moore                 | Stephen Courtleigh; Helmut Dantine; u. a.                                                                                | S/W-Tonfilm 30 min.                    | Episode der US-Fernsehserie Lights Out. |
| 1955           | The Fall of the House of Usher                     | ---                            | USA        | Sal Pizzo                        | Sal Pizzo: Roderick Usher; Rose Pellegrini: Madeline Usher; Tullio Pellegrini: ein Freund; u. a.                         | 16-mm-Farbfilm 1100 ft.                | Amateurfilm |
| 1956           | The Fall of the House of Usher                     | ---                            | USA        | Boris Sagal                      | Tom Tryon: Roderick Usher; Joan Elan: Madeline Usher; u. a.                                                              | ---                                    | Kurzversion der 1958 für NBC Matinee Theater gedrehten Episode |
| 1958           | The Fall of the House of Usher                     | ---                            | USA        | Boris Sagal                      | Tom Tryon: Roderick Usher; Joan Elan: Madeline Usher; u. a.                                                              | Farbfilm 57 Min. 60 Min.               | NBC-Matinee-Theater-Folge 197 von US-Fernsehsender National Broadcasting Company |
| 1960           | The Fall of the House of Usher auch House of Usher | Die Verfluchten                | USA        | Roger Corman                     | Vincent Price: Roderick Usher; Myrna Fahey: Madeline Usher; Mark Damon: Philip Winthrop; u. a.                           | Farbfilm, 79 Min.                      | Cormans erster Horrorfilm nach Motiven von Poe und – bis auf Lebendig begraben mit Ray Milland – jeweils mit Vincent Price in der Hauptrolle. Es folgten sechs weitere, allesamt sogenannte B-Movies: 1961 Das Pendel des Todes, 1962 Lebendig begraben, Der grauenvolle Mr. X und Der Rabe – Duell der Zauberer, 1963 Die Folterkammer des Hexenjägers, 1964 Satanas – Das Schloß der blutigen Bestie und schließlich Das Grab der Lygeia. |
| 1963           | Horror, auch The Blancheville Monster              | ---                            | ITA/ ESP   | Alberto De Martino               | Gérard Tichy: Rodéric De Blancheville; Ombretta Colli: Emilie De Blancheville; Helga Liné: Miss Eleonore; u. a.          | Farbfilm 90 Min.                       | Mischung aus verschiedenen Poe-Erzählungen, darunter Der Untergang des Hauses Usher, Berenice und The Premature Burial. |
| 1969           | The Fall of the House of Usher                     | ---                            | USA        | ---                              | --- | Farbfilm 30. Min.                      | 8-mm-Amateurfilm, keine weitere Erwähnung, außer bei Pollin. |
| 1969           | The Fall of the House of Usher                     | ---                            | USA        | Guerdon Trueblood                | Clifford Dodd, Michael MacRae, Logan Ramsey                                                                              | Farbfilm 30. Min.                      | Kurzfilm, der von der Encyclopædia Britannica produziert wurde. Siehe Eintrag für 1976. |
| 1976           | The Fall of the House of Usher                     | ---                            | USA        | Guerdon Trueblood                | Clifford Dodd, Michael MacRae, Logan Ramsey                                                                              | 16-mm-Farbfilm 30. Min.                | Kurzfilm, der von der Encyclopædia Britannica (EB) für Schulen produziert wurde. In einem anderen von der EB vertriebenen Film bespricht Ray Bradbury die Poe-Verfilmung. Siehe Eintrag für 1969. |
| 1979           | The Fall of the House of Usher                     | ---                            | USA        | ---                              | --- | Farbfilm 30 Min.                       | Episode in der US-TV-Serie “The Short Story”. Einzige Erwähnung bei Pollin. |
| 1979           | The Fall of the House of Usher                     | Der Fluch des Hauses Usher     | USA        | James L. Conway                  | Martin Landau: Roderick Usher; Dimitra Arliss: Madeline Usher; Robert Hays: Besucher; u. a.                              | 35-mm-Farbfilm 90 Min.                 | Fernsehfilm |
| 1980           | Zánik domu Usherů                                  | ---                            | CS         | Jan Švankmajer                   | Petr Čepek: Erzähler | S/W-Film 15 Min.                       | Film in Stop-Motion-Technik |
| 1981           | La Chute de la Maison Usher                        | ---                            | FRA        | Alexandre Astruc                 | Mathieu Carrière: Roderick Usher; Fanny Ardant: Madeline Usher; u. a.                                                    | Farbfilm 58 Min.                       | Fernsehfilm für den französischen Sender France 3 |
| 1982           | Revenge in the House of Usher                      | Die Rache des Hauses Usher     | ESP/FRA    | Jesus Franco                     | Howard Vernon: Eric Usher; Antonio Mayáns: Alan Harker; Lina Romay: Haushälterin; u. a.                                  | Farbfilm 93 Min.                       | --- |
| 1983           | The Fall of the House of Usher                     | ---                            | USA        | ---                              | --- | Farbfilm 15 Min.                       | Einzige Erwähnung bei Pollin. |
| 1984           | The Fall of the House of Usher                     | ---                            | USA        | ---                              | --- | 16-mm-Animationsfilm 10 Min.           | Einzige Erwähnung bei Pollin. |
| 1989           | The House of Usher                                 | ---                            | UK und USA | Alan Birkinshaw                  | Oliver Reed: Roderick Usher; Donald Pleasence: Walter Usher; u. a.                                                       | Farbfilm                               | Spielt im Jahre 1987. |
| 1992           | The Fall of the House of Usher                     | ---                            | B          | Marc Julian Ghens                | Carine François; Isabelle Hubert; Claudine Laroche                                                                       | Farbfilm 29 Min.                       | --- |
| 2000           | Usher                                              | ---                            | USA        | Curtis Harrington                | Curtis Harrington: Roderick Usher; Curtis Harrington: Madeline Usher; Sean Nepita: Truman Jones; u. a.                   | Farbfilm 37. Min.                      | Curtis Harrington letzter Film, wieder in der Doppelrolle als (Zwillings)-Bruder Roderick und dessen Schwester Madeline wie in seinem Film von 1942, siehe dort. |
| 2002           | The Fall of the Louse of Usher [sic!]              | ---                            | UK         | Ken Russell                      | James Johnston: Roddy Usher; Marie Findley: Schwester Smith; Ken Russell: Dr. Calahari; u. a.                            | Farbfilm 85 Min.                       | Eine Arthouse-Horror-Komödie, auf die der parodistische Titel hinweist, der ins Deutsche übersetzt Der Untergang der Laus Usher bedeutet und ein Wortspiel mit den (fast) Homophonen House/Louse und Haus/Laus ist. Der Film basiert auf mehreren Poe-Erzählungen. Der Film wurde nur auf DVD veröffentlicht. |
| 2003           | Descendant                                         | ---                            | NL         | Kermit Christman, Del Tenneyay   | Jeremy London: Ethan Poe / Frederick Usher; Katherine Heigl: Ann Hedgerow / Emily Hedgerow; u. a.                        | Farbfilm 86 Min.                       | --- |
| 2004           | Usher                                              | ---                            | USA        | Roger Leatherwood                | Thomas Alexander; Quin Gordon; u. a.                                                                                     | Farbfilm 91 Min.                       | --- |
| 2006           | The House of Usher                                 | ---                            | USA        | Hayley Cloake                    | Austin Nichols: Roderick „Richk“ Usher; Danielle McCarthy: Madeline „Maddy“ Usher; Izabella Miko: Jill Michaelson; u. a. | Farbfilm 81 Min.                       | --- |
| 2008           | House of Usher                                     | ---                            | USA        | David DeCoteau                   | Frank Mentier: Roderick „Rick“ Usher; Jaimyse Haft: Madeline „Maddy“ Usher; u. a.                                        | Farbfilm 84 Min.                       | --- |
| 2014           | Fall of the House of Usher                         | ---                            | USA        | Stephen R. Reynolds              | Kevin Gates: Roderick Usher; Angela Irving: Madeline Usher; u. a.                                                        | Farbfilm                               | Fernsehserie |
| 2023           | The Fall of the House of Usher                     | Der Untergang des Hauses Usher | USA        | Mike Flanagan, Michael Fimognari | Bruce Greenwood: Roderick Usher; Mary McDonnell: Madeline Usher; u. a.                                                   | Farbfilm                               | Fernsehserie |